# Pompon (Cheerleading)

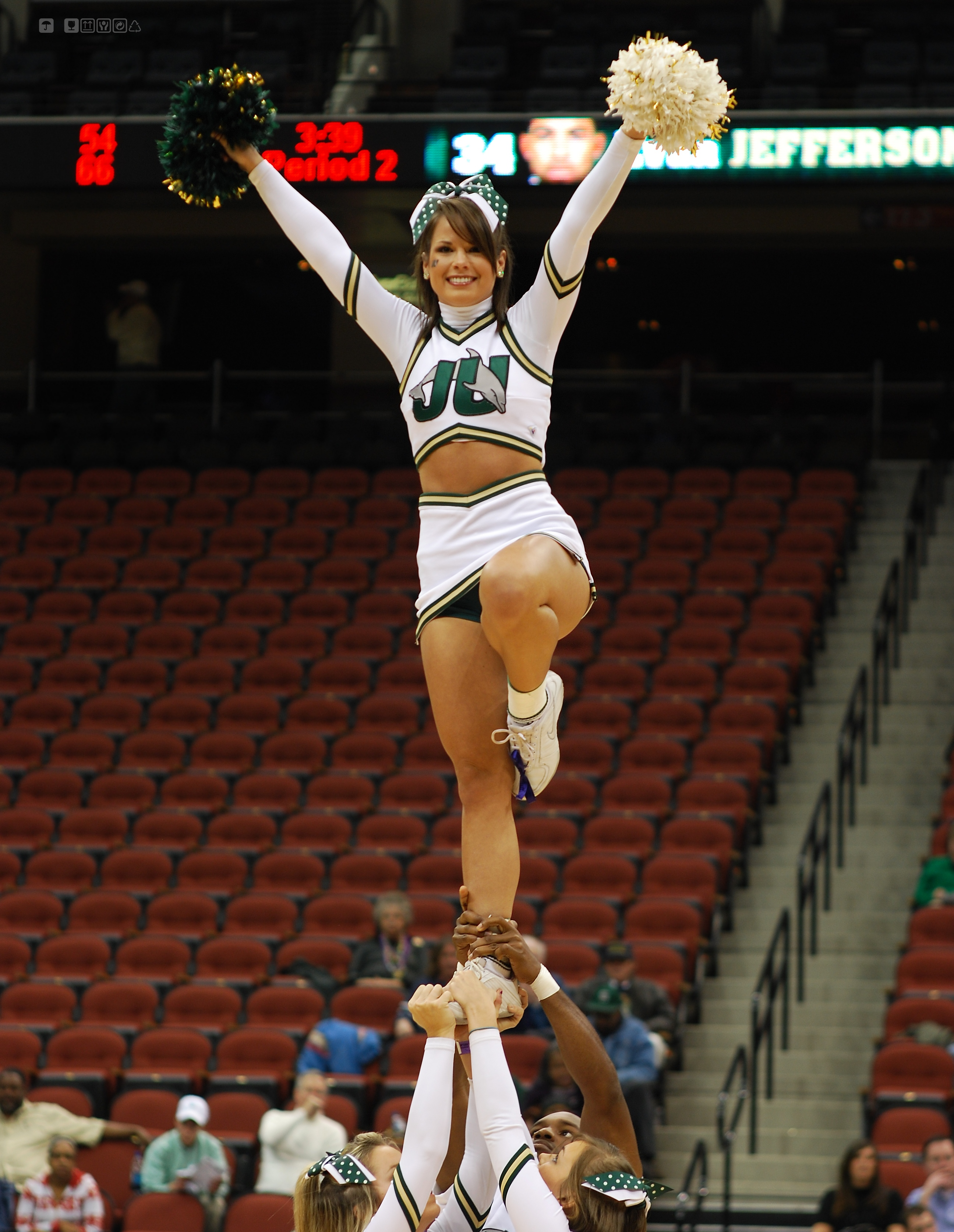
Cheerleader mit Pompons

Ein Pompon (auch als pom-pon, Puschel oder Puschen bezeichnet) ist ein beim Cheerleading verwendeter Tanzwedel. 
Die Pompons kamen nach dem Zweiten Weltkrieg auf und sollen die rhythmischen Armbewegungen der Cheerleader optisch unterstreichen. Sie wurden zunächst aus Stoff hergestellt, später auch aus Papier. Um 1965 wurde erstmals Polyvinylchlorid zur Herstellung verwendet, seitdem setzte sich Kunststoff als witterungsbeständiges Material durch. Mittlerweile gibt es zahlreiche Form- und Farbvariationen. In Deutschland finden Pompons auch im Karneval bei Gardetanzgruppen Verwendung.